# Cahora-Bassa (distrito)
Cahora-Bassa ou Caora Bassa é um distrito da província de Tete, em Moçambique, com sede na vila de Chitima. Tem limite, a norte o distrito de Marávia, a oeste com o distrito de Magoé, a sul com o Zimbabwé, a leste com o distrito de Changara e a nordeste com o distrito de Chiuta. 
De acordo com o Censo de 1997, o distrito tem 57 675 habitantes e uma área de 10 598 km², daqui resultando uma densidade populacional de 5,4 habitantes por km².
É neste distrito que se encontra a barragem de Cahora Bassa, no rio Zambeze. Até meados de 2010, a vila de Songo foi a sua sede distrital.

## Divisão administrativa
O distrito está dividido em três postos administrativos (Chitholo, Chitima e Songo), compostos pelas seguintes localidades:
- Posto Administrativo de Chitholo:
  - Chitholo
  - Mulinje
- Posto Administrativo de Chitima:
  - Chibagadigo
  - Chicoa-Nova
  - Nhabando
  - Nhacapirere
- Posto Administrativo de Songo:
  - Vila de Songo
  - Dzunsa
  - Songo